# Крейвен (округ, Північна Кароліна)
Шаблон:StateAbbr_ 35°06′33″ пн. ш. 77°04′09″ зх. д. / 35.109166666667° пн. ш. 77.069166666667° зх. д.
Округ Крейвен (англ. Craven County) — округ (графство) у штаті Північна Кароліна, США. Ідентифікатор округу 37049.

## Історія
Округ утворений 1712 року.

## Демографія
За даними перепису
2000 року
загальне населення округу становило 91436 осіб, зокрема міського населення було 61824, а сільського — 29612.
Серед мешканців округу чоловіків було 46152, а жінок — 45284. В окрузі було 34582 домогосподарства, 25060 родин, які мешкали в 38150 будинках.
Середній розмір родини становив 2,93.
Віковий розподіл населення поданий у таблиці:
| Стать    | До 15 років | 15-21 | 22-29 | 30-39 | 40-49 | 50-65 | 65-85 | Понад 85 |
| -------- | ----------- | ----- | ----- | ----- | ----- | ----- | ----- | -------- |
| Чоловіки | 9635        | 5809  | 6644  | 6270  | 6175  | 6349  | 5018  | 252      |
| Жінки    | 9331        | 4275  | 4963  | 6096  | 6545  | 7081  | 6205  | 788      |

## Виноски
1. ↑  U.S. Decennial Census. United States Census Bureau. Архів оригіналу за 26 квітня 2015. Процитовано 13 січня 2015.
2. ↑  Historical Census Browser. University of Virginia Library. Архів оригіналу за 11 серпня 2012. Процитовано 13 січня 2015.
3. ↑  Forstall, Richard L., ред. (27 березня 1995). Population of Counties by Decennial Census: 1900 to 1990. United States Census Bureau. Архів оригіналу за 3 березня 2015. Процитовано 13 січня 2015.
4. ↑  Census 2000 PHC-T-4. Ranking Tables for Counties: 1990 and 2000 (PDF). United States Census Bureau. 2 квітня 2001. Архів оригіналу (PDF) за 18 грудня 2014. Процитовано 13 січня 2015.
5. ↑  State & County QuickFacts. United States Census Bureau. Архів оригіналу за 9 липня 2011. Процитовано 18 жовтня 2013.(англ.) Наведено за англійською вікіпедією.
6. ↑  American FactFinder. Бюро перепису населення США. Архів оригіналу за 29 липня 2011. Процитовано 31 січня 2008.

| США | Це незавершена стаття з географії США. Ви можете допомогти проєкту, виправивши або дописавши її. |